# Seznam zápasů konžské demokratické republiky na MS
Fotbalová reprezentace Konžské demokratické republiky byla celkem 1x na mistrovstvích světa ve fotbale a to v roce 1974.
- Aktualizace po MS 1974 - Počet utkání - 3 - Vítězství - 0x - Remízy - 0x - Prohry - 3x

| Číslo | Soupeř     | Výsledek | MS      | Fáze turnaje       | Góly Demokratické republiky Kongo |
| ----- | ---------- | -------- | ------- | ------------------ | --------------------------------- |
| 1.    | Skotsko    | 0 – 2    | MS 1974 | základní skupina 2 |                                   |
| 2.    | Jugoslávie | 0 – 9    | MS 1974 | základní skupina 2 |                                   |
| 3.    | Brazílie   | 0 – 3    | MS 1974 | základní skupina 2 |                                   |